# إديث آن روبرتسون
إديث آن روبرتسون (بالإنجليزية: Edith Anne Robertson)‏ (1883، غلاسكو في المملكة المتحدة - 1973)؛ كاتِبة وشاعرة بريطانية.